# Sie ruft
Sie ruft ist ein Lied des deutschen Rappers und Sängers Apache 207, das am 31. Juli 2020 erschien.

## Veröffentlichung
Das Lied wurde am 31. Juli 2020 auf seinem Debütalbum Treppenhaus, das über das Label Two Sides erschien, veröffentlicht. Eine offizielle Singleveröffentlichung oder der Dreh eines Musikvideos erfolgten nicht. Durch Downloads und Streaming erreichte der Song jedoch die Singlecharts in Deutschland, Österreich und der Schweiz. Auf dem Album ist es der zweite Titel und hat eine Spielzeit von 2:32 Minuten.

## Mitwirkende
| Liedproduktion - Jennifer Allendörfer: Komponistin, Produzentin - Lex Barkey: Mastering - Luis Cruz: Komponist, Produzent - Yolkan Yaman: Gesang, Rap, Liedtexter | Unternehmen - Sony Music Entertainment: Vertrieb - TwoSides: Musiklabel |

## Inhalt
| „Du brauchst nicht wein’n Nein, das Blut an meinem Shirt ist nicht meins Schlaf du in Ruhe, ich bleib’ heute daheim Ich lüg’ dich an, aber du weißt Bescheid, Baby, tut mir leid Die Straße, sie ruft Ja, sie ruft Die Straße, sie ruft Ja, sie ruft (Ja, sie ruft, ja, sie ruft, ja, sie ruft)“ – Refrain, Originalauszug | Der Liedtext von Sie ruft ist in deutscher Sprache verfasst. Der Song wurde von Volkan Yaman (Apache 207) geschrieben und von Luis Cruz (Lucry) und Jennifer Allendörfer (Suena) produziert. Er kann den Genres Hip-Hop und Pop zugeschrieben werden. Das Lied handelt davon, dass der Interpret von der Straße gerufen wird. Die Straße ist dabei eine Metapher für kriminelle Handlungen. Der Interpret möchte sein „Baby“ nicht verletzen, jedoch ist der Ruf der Straße ihm wichtiger. Daher lässt sich auch der Titel Sie ruft ableiten. Aufgebaut ist der Song in sechs Teile. Der Song beginnt mit einem Intro, in dem die beiden Produzenten kurz genannt werden, ehe die erste Strophe beginnt. Nach dieser folgt der Refrain und eine weitere Strophe. In der zweiten Strophe nimmt der Interpret mit der Zeile „Mit einer schwarzen Sporttasche mit 'nem silbernen Knopf“ auf das Lied Bilder im Kopf von dem Rapper Sido aus dem Jahr 2012 Bezug. Das Lied endet nach dem zweiten Refrain mit einem Outro. |

## Rezeption

### Rezensionen
Jurek Skrobala vom Spiegel beschreibt den Song als einen „großartig kompakten Popsong“. Dominik Lippe von laut.de betont in seiner Rezension die sanften Flötentöne und ebenfalls die sanfte Klavierbegleitung.

### Charts und Chartplatzierungen
Obwohl Sie ruft nicht als offizielle Single erschien, erreichte das Lied in Deutschland die Chartspitze der Singlecharts und konnte sich eine Woche an ebendieser sowie drei Wochen in den Top 10 halten. Insgesamt verweilte das Stück neun Wochen in den deutschen Singlecharts. Sie ruft erreichte als erster Titel die Chartspitze, der nicht als Single erschien. Für Apache 207 ist dies der 19. Charthit in Deutschland. Zudem erreichte er hiermit zum siebten Mal die Chartspitze in Deutschland, für die Produzenten Lucry und Suena ist dies der dritte Nummer-eins-Erfolg. Darüber hinaus erreichte Sie ruft auch für eine Woche die Chartspitze der deutschen deutschsprachigen Singlecharts. Hier erreichte er bereits zum achten Mal die Chartspitze. In derselben Woche erreichte zudem sein Debütalbum Treppenhaus die Spitze der deutschen Albumcharts. Ebenso löste sich Apache 207 zum ersten Mal in der Geschichte der Singlecharts zum zweiten Mal in Folge von der Chartspitze ab, nachdem er zuvor mit Unterwegs eine Woche und davor mit Bläulich drei Wochen auf der Chartspitze verweilte.
In Österreich erreichte der Song Platz fünf und blieb sechs Wochen in den Singlecharts. Dort ist dies der elfte Charterfolg für Apache 207. In der Schweizer Hitparade erreichte der Song ebenfalls die Top 10 der Singlecharts und landete dort in der ersten Woche auf Rang sieben und verblieb fünf Wochen in den Charts. Dort ist Sie ruft der zehnte Charterfolg in den Singlecharts.
| ChartsChartplatzierungen | Höchstplatzierung | Wochen |
| ------------------------ | ----------------- | ------ |
| Deutschland (GfK)        | 1 (9 Wo.)         | 9      |
| Österreich (Ö3)          | 5 (6 Wo.)         | 6      |
| Schweiz (IFPI)           | 7 (5 Wo.)         | 5      |

Auf der Streaming-Plattform Spotify verzeichnet das Lied bisher mehr als 59 Millionen Streams (Stand: August 2025).

### Auszeichnungen für Musikverkäufe
Im September 2022 wurde das Lied in Deutschland mit einer Goldenen Schallplatte für über 200.000 verkaufte Einheiten ausgezeichnet.
| Land/Region        | Auszeichnungen für Musikverkäufe (Land/Region, Auszeichnung, Verkäufe) | Verkäufe |
| ------------------ | ---------------------------------------------------------------------- | -------- |
| Deutschland (BVMI) | Gold                                                                   | 200.000  |
| Insgesamt          | 1× Gold ·                                                              | 200.000  |